# Caso dei manifesti
Il caso dei manifesti, in francese affaire des placards, ebbe luogo nella notte fra il 17 e il 18 ottobre 1534 e consistette nella affissione in alcune città francesi di manifesti contro il credo cattolico riguardo all'eucaristia. Esso fu il prodromo delle Guerre di religione francesi.

## Descrizione

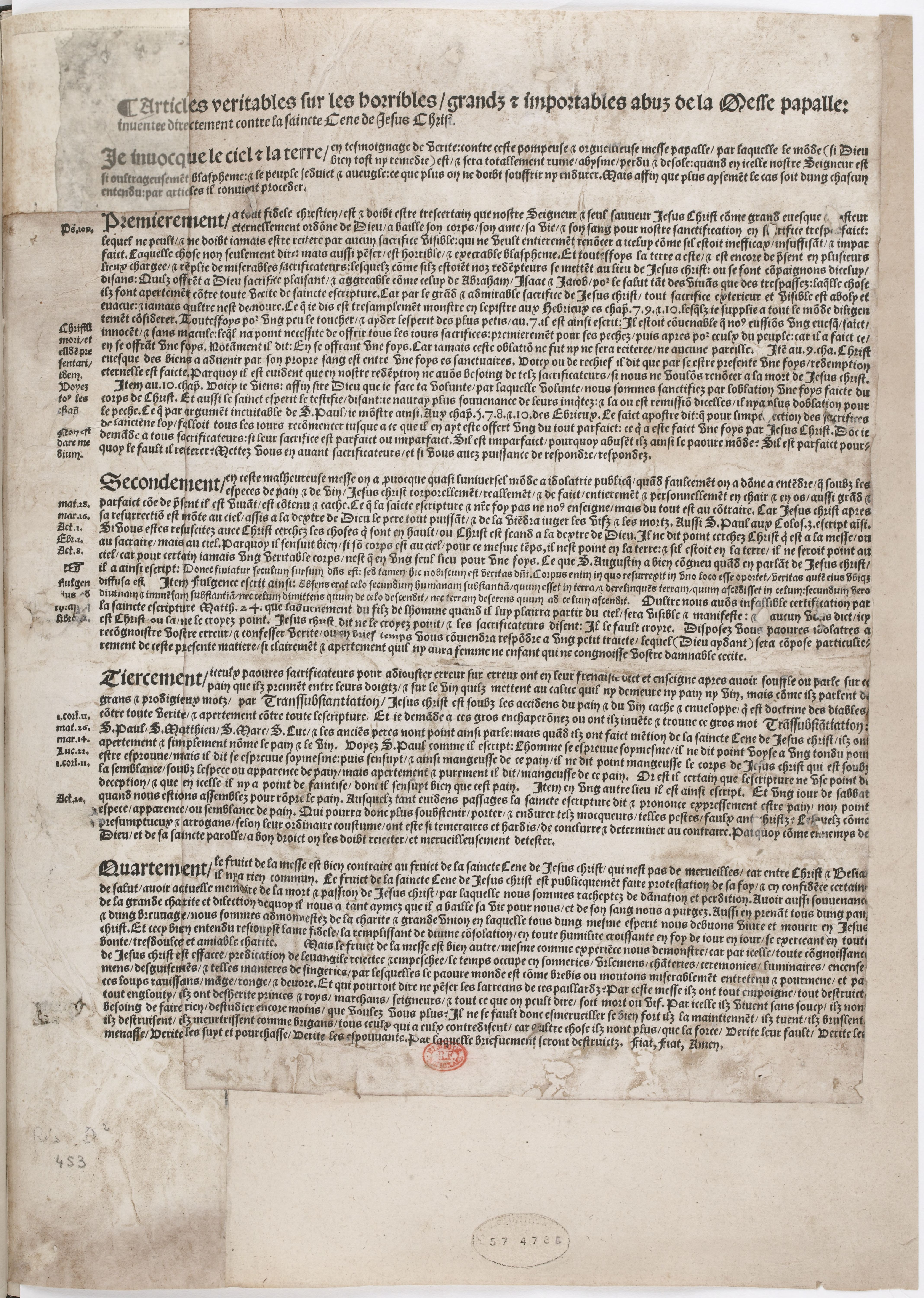
Raro esemplare di manifesto conservato alla Biblioteca nazionale di Francia.

Questi manifesti, affissi in diverse città del regno di Francia (Parigi, Tours, Orléans, Blois, Rouen), portavano il titolo: «Verità sui grandi, insopportabili e orribili abusi della messa papale, direttamente inventati contro la Sacra Cena di nostro Signore, unico mediatore e unico Salvatore Gesù Cristo»  e comparvero persino sulla porta della camera reale del re Francesco I nel suo castello di Amboise, il che costituiva un affronto contro la persona stessa del re e della sua fede religiosa, ed evidenziarono un'allarmante violazione del livello di sicurezza attorno alla sua persona.
Pare che l'ispiratore di questa iniziativa sia stato un esponente del protestantesimo francese, Guglielmo Farel, ma l'autore materiale fu un pastore originario della Piccardia residente a Neuchâtel, Antoine Marcourt, il quale il mese successivo diede credito al suo coinvolgimento diretto, pubblicando in forma anonima a Neuchâtel un libriccino dal titolo: «Piccolo trattato molto utile e salutare sulla Santa Eucaristia».
Processioni riparatrici furono annunciate il sabato successivo nelle parrocchie di Parigi e un premio di cento scudi fu promesso a chi avesse fornito informazioni sufficienti a far arrestare gli autori del gesto, che sarebbero stati bruciati sulle pubbliche piazze. Presto vennero identificati simpatizzanti protestanti che furono rinchiusi allo Chatelet: la prima condanna fu pronunciata il 10 novembre di quell'anno e il 13 vi fu la prima esecuzione.
Un'altra azione provocatoria si verificò il 13 gennaio dell'anno successivo, quando manifesti tratti da un opuscolo sui sacramenti furono sparsi di fronte alle porte di casa e nelle vie di Parigi in occasione del recente rientro in città da parte di Francesco I.
Questi eventi misero in imbarazzo i cattolici favorevoli a una Riforma all'interno della Chiesa e segnarono la fine sia della politica conciliativa di Francesco I, che precedentemente aveva formalmente tentato di proteggere i protestanti dalle estreme misure che voleva adottare contro di loro il Parlamento di Parigi, che alle pubbliche trattative di Filippo Melantone. Infatti, in risposta a queste provocazioni protestanti, Francesco I dichiarò apertamente la sua fede cattolica, scatenò la persecuzione e provocò l'esilio di numerosi di loro (fra i quali lo stesso Giovanni Calvino). Si manifestò così la reazione armata protestante in un ciclo di conflitti militari che non ebbero fine duratura se non con l'Editto di Nantes emanato nel 1598 da Enrico IV.